# Maurilio De Zolt
Maurilio De Zolt (San Pietro di Cadore, 25 de septiembre de 1990) es un deportista italiano que compitió en esquí de fondo.
Participó en cinco Juegos Olímpicos de Invierno, entre los años 1980 y 1994, obteniendo en total tres medallas, plata en Calgary 1988, en la prueba de 50 km, plata en Albertville 1992, en 50 km, y oro en Lillehammer 1994, en el relevo (junto con Marco Albarello, Giorgio Vanzetta y Silvio Fauner).
Ganó seis medallas en el Campeonato Mundial de Esquí Nórdico entre los años 1985 y 1993.

## Palmarés internacional
| Juegos Olímpicos   | Juegos Olímpicos       | Juegos Olímpicos  | Juegos Olímpicos |
| Año                | Lugar                  | Medalla           | Prueba           |
| ------------------ | ---------------------- | ----------------- | ---------------- |
| 1988               | Calgary (Canadá)       | Medalla de plata  | 50 km            |
| 1992               | Albertville (Francia)  | Medalla de plata  | 50 km            |
| 1994               | Lillehammer (Noruega)  | Medalla de oro    | Relevo 4 × 10 km |
| Campeonato Mundial |                        |                   |                  |
| Año                | Lugar                  | Medalla           | Prueba           |
| 1985               | Seefeld (Austria)      | Medalla de plata  | 50 km            |
| 1985               | Seefeld (Austria)      | Medalla de plata  | Relevo 4 × 10 km |
| 1985               | Seefeld (Austria)      | Medalla de bronce | 15 km            |
| 1987               | Oberstdorf (RFA)       | Medalla de oro    | 50 km            |
| 1991               | Val di Fiemme (Italia) | Medalla de bronce | 50 km            |
| 1993               | Falun (Suecia)         | Medalla de plata  | Relevo 4 × 10 km |